# Jabalí (Segunda República Española)
Los jabalíes fueron un grupo de diputados de extrema izquierda que se destacaron por su política antigubernamental durante las Cortes Constituyentes de la Segunda República Española (1931-1933). Recibieron este nombre tras un discurso pronunciado por José Ortega y Gasset el 30 de julio de 1931 en el que afirmó que «es de plena evidencia que hay, sobre todo, tres cosas que no podemos venir a hacer aquí: ni el payaso, ni el tenor, ni el jabalí».
Los jabalíes estaban, en su mayoría, vinculados al federalismo, como en los casos de Ramón Franco y Ángel Samblancat (elegidos como republicanos federales en las listas de Esquerra Republicana de Catalunya por la circunscripción electoral de Barcelona-capital, el capitán Salvador Sediles y el comandante Antonio Jiménez Jiménez, diputados por Extrema Izquierda Federal por Barcelona, Rodrigo Soriano, diputado por la circunscripción electoral de Málaga-capital, perteneciente a la corriente Alianza Republicana del federalismo, Eduardo Barriobero, diputado por Oviedo, perteneciente a la corriente antigubernamental del federalismo, Emilio Niembro también diputado por Oviedo y perteneciente a la corriente antigubernamental del federalismo liderada por Barriobero, José Antonio Balbontín, antiguo presidente de la agrupación radicalsocialista de Madrid, que tras su expulsión formó el efímero Partido Radical Socialista Revolucionario y obtuvo su escaño por la circunscripción electoral de Sevilla-capital en la elección complementaria del 4 de octubre, y Joaquín Pérez Madrigal, diputado radicalsocialista por Ciudad Real, que en su deriva ideológica terminó en el bando franquista durante la Guerra Civil. Otras fuentes incluyen también entre los jabalíes a Eduardo Ortega y Gasset y Juan Botella Asensi, expulsados por indisciplina del Partido Radical Socialista en 1932, los cuales formaron Izquierda Radical Socialista; e incluso al radicalsocialismo en general.
Su discurso político se caracterizó por la demagogia y el anticlericalismo. Recibieron este nombre tras un discurso pronunciado por José Ortega y Gasset en el Congreso de los Diputados el 30 de julio de 1931. El diputado socialista Juan Simeón Vidarte aludió a ellos como la Montaña (en referencia a los diputados jacobinos de la Asamblea Legislativa de 1791), pero declarando que «no había ninguno de la categoría de Marat, [aunque] sí de los había de la especie de Fouché o de Tallien». Dos días antes del discurso de Ortega, se habían estrenado los jabalíes, mediante una interpelación de Eduardo Barriobero consistente en una serie de descalificaciones de los ministros del gobierno provisional. Siguieron el 29 Jiménez y Samblancat. Wenceslao Fernández Flórez dijo de ellos que estaban dotados de «un vozarrón formidable, pero su absoluta falta de preparación no les permite utilizarlo en decir cualquier cosa importante o luminosa; hacen eso tan fácil que es interrumpir». Javier Tusell ha achacado la existencia de este grupo de diputados a la inexperiencia y la indisciplina de los partidos políticos, todavía poco maduros.